# Пральня (Минский район)
Пральня (бел. Пра́льня) — упразднённая деревня в Минском районе Минской области Республики Беларусь. В составе Шершунского сельсовета.

## География
Расположена в 16 км на северо-запад от Минска. 24375
Пролегает дорога Н-8965.
Ближайшие населённые пункты Гайдуковка, Кукелевщина и др.

### Гидрография
Расположена возле пруда на реке Удра (Удранка).

## История
В 1800 году была фольварком, в котором жили 12 крестьян и 6 околичной шляхты и принадлежавший М. Володковичу. Входила в Вилейский уезд.
В 1897 году имение Пральня состояло из 2 дворов, в которых жили 13 человек. Была водяная мельница. Входил в состав Радошковичской волости Вилейского уезда.
В 1905 году в Радошковской волости Вилейского уезда Виленской губернии.
С февраля по декабрь 1918 года имение было оккупировано войсками кайзеровской Германии, с июля 1919 г. по июль 1920 г. — войсками Польской Республики.
В 1919 году поселение было включено в состав БССР. В 1921 году являлся хутором, насчитывавшим 3 двора, 22 жителя. С 20 августа 1924 года хутор Пральня вошел в состав Шершунского сельсовета Заславского района Минского округа (до 26 июля 1930 г.). В 1926 году хутор имел 3 хозяйства с 21 жителем.
С 20 февраля 1938 года — в составе Минской области.
В Великую Отечественную войну с конца июня 1941 г. до начала июля 1944 г. хутор был оккупирован немецкими войсками.
С 8 августа 1959 года — в составе Минского района, с 20 января 1960 года — в Роговском сельсовете.
В 1997 году население насчитывало 2 хозяйства, в которых жили 5 человек, в совхозе «Советский» (центр — д. Шершуны).
20 января 2019 года деревня Пральня упразднена.

## Население

### Численность
- 2009 год — 1 житель

### Динамика
- 1999 год — 3 жителя (перепись населения)
- 2009 год — 1 житель, 1 двор (перепись населения)[4]